# 江宁经济技术开发区
江宁经济技术开发区是位于江苏省南京市江宁区的国家级经济技术开发区。

## 简介
江宁经济技术开发区创办于1992年6月。1993年被批准为省级开发区，1997年经国家科委批准按一区多园设立5平方公里国家级高新技术工业园，2002年经省委、省政府批准赋予国家级开发区经济审批权限。2010年11月11日，被国务院批准升级为国家级经济技术开发区。
在全国200多家国家级经开区综合评价中，江宁开发区自2016年首次跻身前十强、位列第9位，2020年升至第6位。

## 产业布局
- 绿色智能汽车产业
- 智能电网产业
- 新一代信息技术产业
- 高端装备产业
- 智慧环保产业
- 生命科学产业
- 现代物流产业
- 软件信息服务产业
- 文化休旅产业
- 科技未来产业